# Колоннада Аполлона
Колоннада Аполлона (Храм Аполлона) — архитектурное сооружение в Павловском парке Санкт-Петербурга на территории одноимённого государственного музея-заповедника. Построена Чарльзом Камероном по проекту 1780 года на берегу реки Славянки. Колоннада посвящена древнегреческому и древнеримскому бога солнечного света Аполлону.

## История
Храм Аполлона сначала планировали построить на месте, на котором позднее возвели Холодную ванну; там даже осенью 1780 года были выкопаны рвы под фундамент, но весной было принято перенести строительство в рощу молодых деревьев, что перекликалось с традицией выбора мест, посвящённых Аполлону.
В первоначальном проекте Камерона колоннада была задумана цельной и сооружена в таком виде в 1780—1783 годах. В её середине установили бронзовую статую Аполлона Бельведерского, отлитую по образцу, хранящемуся в одном из дворцов Ватикана — Бельведере. Модель выполнил Ф. Г. Гордеев, отливку сделал мастер Э. Гастклу. Но уже в 1786 году архитектор решил придать сооружению большую выразительность и распорядился демонтировать часть колонн.
Колоннада была решена в виде двойного кольца колонн дорического ордера, перекрытых архитравом (антаблементом). Мощные формы и серый цвет известняка придали ей образ античности.
Первоначально колоннада Аполлона находилась на открытом солнечном месте, недалеко от въезда в парк со стороны Царского села, но в 1800 году Павел I приказал перенести сооружение ближе к дворцу, чтобы видеть его из своих покоев (несмотря на протесты Камерона, даже после появления проекта 1787 года). Работы по строительству каскада велись по проекту Джакомо Кваренги и под руководством П. Висконти осенью 1799 года, в ноябре Ф. Бекренев перенёс колоннаду. Её установили на вершине холма, которая символизировала гору Парнас и место обитания Аполонна с музами.
Изначально между каскадом и колоннадой было большое расстояние во избежание подмыва. Каскад использовал воду из пруда, расположенного у построенных позднее Чугунных ворот, у берегов Славянки через него был сделан Горбатый мост из ноздреватого туфа. В 1801 году каскад был расширен до Колоннады, чтобы он стал символом Кастальского ключа как источника вдохновения. Камерон во избежание просил не пускать воду до прокладки специальной трубы, но его запрос проигнорировали. Много позднее, в мае 1817 года после сильной грозы основание колоннады над каскадом оказалось настолько подмыто, что несколько колонн и часть антаблемента рухнули. Было решено не трогать обрушившиеся детали колоннады, а оставить их, чтобы сооружение получило более естественный вид античных руин. В. Я. Курбатов позднее предполагал, что разрушение было спланировано Камероном специально, так как в результате Аполлон будто вырывался из разрушенного кольца на простор; результат стихийного бедствия оказался совершенен.
Пьедестал статуи кирпичный, оштукатуренный, чугунное основание и статую красят масляной краской. В начале XIX века бронзовая статуя Аполлона была перенесена на центральный круг Старой Сильвии, а внутри колоннады установили гипсовую копию. Так как алебастр быстро разрушался, статую несколько раз делали заново, а потом по той же модели отлили на Санкт-Петербургском чугунолитейном заводе новую (в 1826 году).
В 1824 году под колоннадой всё же сделали чугунную трубу. Каскад постепенно иссяк из-за проблем с водоснабжением.
В 2010 году на колоннаде были проведены крупные реставрационные работы, а каскад обводнён за счёт подземных вод.

## В культуре

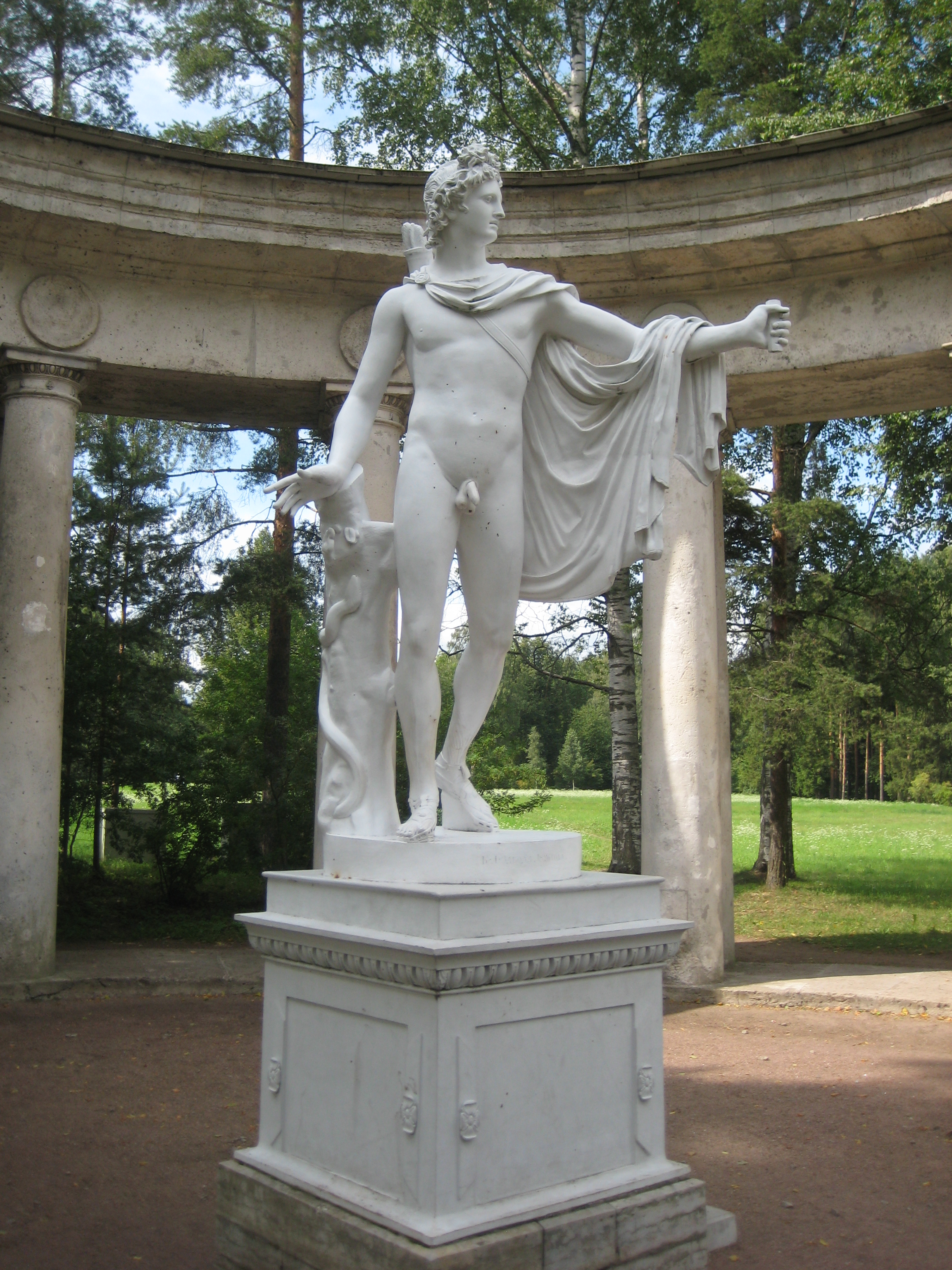
Статуя Аполлона Бельведерского

Изображения колоннады можно видеть на картинах А. Мартынова, а также на акварелях и гравюрах начала XIX века С. Щедрина, Д. Кваренги, И. Ческого, А. Ухтомского.
Французский поэт Эмиль Дюпре де Сен-Мор (фр. Emile Dupré de Saint-Maure), побывав в Павловске, написал в 1823 году поэму, где особое место уделено колоннаде Аполлона:
Я зрю на косогоре возвышен

Воздушный храм — жилище Аполлона.

У божьих ног развалины видны,

И живостью пленительной полны.

Повержены на склон фронтон и капители.

Обломки величавой их красы

Не мастера труды расположить посмели -

Во тьме ночной под натиском грозы

Мраморы с мест своих слетели.

И случай был мудрей любой грезы…

Наутро каждый зрел изящную руину,

Гуляя средь невысохшей росы,

И даже божество одобрило картину.